# Cara Noir
Cara Noir   (Romford, dècada del 1980), pseudònim de Thomas Dawkins, és un lluitador de lluita lliure professional anglès, destacat per la trajectòria en circuits independents. El seu caràcter ha estat descrit com el d'un cigne negre de lluita lliure, i té un repertori de moviments distintiu que deu a haver-se involucrat en el ballet, la dansa, i arts marcials mixtes en el passat.

## Carrera professional
Després de fracassar fent servir el nom de naixement i altres pseudònims, una conversa amb Chris Brookes el va animar a desenvolupar el personatge de Cara Noir, que va debutar el gener del 2017. Inicialment un heel (l'antagonista en el combat), ràpidament va esdevenir un face, en gran part gràcies a la seva elaborada entrada. en la qual apareix fent el famós pas de trois tal com es fa en el revival del Llac dels cignes de Txaikovski. El punt d'inflexió en la seva carrera va ser el juliol del 2019, mentre lluitava per Riptide, atès que la derrota contra Pac va ser aclamada per la crítica.
El setembre del 2019, Progress Wrestling va fitxar Noir, amb la qual cosa va prendre part en el torneig Natural Progression, on va ser derrotat per Scotty Davis, que n'esdevindria guanyador, i en Chapter 95, on Pete Dunne el va vèncer. De l'octubre al desembre, va implicar-se en una sèrie de lluites contra Ilja Dragunov. Havent-lo vençut intermitentment a Chapter 96 i Chapter 97, la disputa va finalitzar a Chapter 99, en què Noir va guanyar. A Chapter 100, va rebre un títol a la Progress Unified World Championship d'Eddie Dennis, però aquest va haver de deixar la plaça vacant per lesió; i el gener del 2020, a Chapter 101, Noir va guanyar Dragunov, Kyle Fletcher i Paul Robinson en un joc de quatre per a obtenir el títol. També va guanyar el British Heavyweight Championship una vegada el 2017.
El gener del 2020, Noir va aparèixer a Westside Xtreme Wrestling, en què va es va enfrontar a Marius Al-Ani i va confirmar que participaria en el torneig promocional anual de 16 Carat Gold. Allà, va derrotar el mateix Al-Ani, Jeff Cobb i Eddie Kingston; va passar a la final i va vèncer el preferit del públic, Mike Bailey. Després, va tornar a wXw per a aconseguir el Catch Grand Prix. Va empatar a 9 punts amb Lucky Kid i va arribar a la final pel rècord head-to-head que havia obtingut en el torneig. Va lluitar-hi contra Al-Ani (que tenia una ratxa de victòries impecable d'ençà del seu darrer encontre) i va aguantar fins a l'onzena ronda, quan el contrincant va derrotar-lo finalment.

## Vida personal
Fora del camp de la lluita lliure professional, treballa com a entrenador personal i ha cofundat amb la seva parella Reset Lab, una empresa de fitness i salut alternativa. Es va graduar el 2010 de la Universitat de Montfort a Leicester, en la qual era membre de l'equip de rugbi de primera divisió.